# Isabel García Lorca
Isabel García Lorca (Granada, 11 de octubre de 1909 — Madrid, 9 de enero de 2002) fue una profesora y escritora española. Hermana pequeña de Federico García Lorca, dedicó gran parte de su vida a la recuperación del legado y la imagen del poeta, al frente de la Fundación que lleva su nombre, hoy dirigido por su sobrina Laura García Lorca.

## Biografía

### Granada (1909-1932)

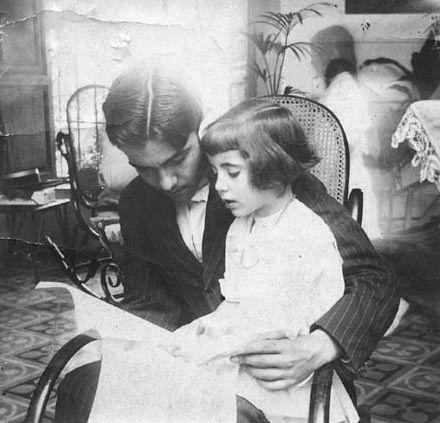
Federico García Lorca con su hermana Isabel en Granada en 1914.

Hija del matrimonio formado por Federico García Rodríguez (Fuente Vaqueros, 28 de agosto de 1859-Nueva York, 9 de octubre de 1945) y Vicenta Lorca Romero (Granada, 25 de julio de 1870-Madrid, 9 de abril de 1959), Isabel nació en Granada, en el antiguo número 66 de la Acera del Darro, casa familiar de los García Lorca hasta 1916, «llena de rumores de agua» y, desde cuyas ventanas la niña contemplaba con asombro el lento caminar de los galápagos por el jardín trasero o arrojando todo tipo de objetos a la acera de la orilla del río (hasta aquel día en que tiró el manojo de llaves de la finca y le dio a un paseante).
Hermana menor de Federico, Concha y Francisco García Lorca, con ocho años inició su educación con Gloria Giner, profesora de la Escuela Normal Superior de Maestras, esposa de Fernando de los Ríos, que organizó la educación de su hija Laura de los Ríos Giner y de Isabel García Lorca, a fin de apartarlas de la enseñanza en la Granada de aquel entonces. Entre los acontecimientos de su infancia feliz, Isabel recuerda en sus memorias con especial atención la fiesta teatral que tuvo lugar en casa de los Lorca el 6 de enero de 1923, festividad de los Reyes Magos, con Federico y Adolfo Salazar como maestros de ceremonias, Manuel de Falla como realizador musical y un amigo de la familia, Hermenegildo Lanz, como escenógrafo, escultor y titiritero del teatrillo. Isabelita y Laura (hija de Fernando de los Ríos y amiga inseparable a lo largo de su vida), deslumbradas por el conjunto de magos, oficiaron además como intérpretes corales. En el programa de las piezas que se representaron había un entremés atribuido a Cervantes; el Auto de los Reyes Magos, con transcripciones musicales de Falla, sentado al piano; y una adaptación 'lorquiana' para títeres de cachiporra del cuento andaluz La niña que riega la albahaca y el príncipe preguntón.
Con 21 años de edad comenzó sus estudios universitarios en la Facultad de Filosofía y Letras de Granada en el curso 1930-1931 hasta que se trasladó a Madrid, donde cursó también Filosofía y Letras y fue alumna de otros poetas del 27 como Jorge Guillén y Pedro Salinas.

### Madrid (1932-1938)

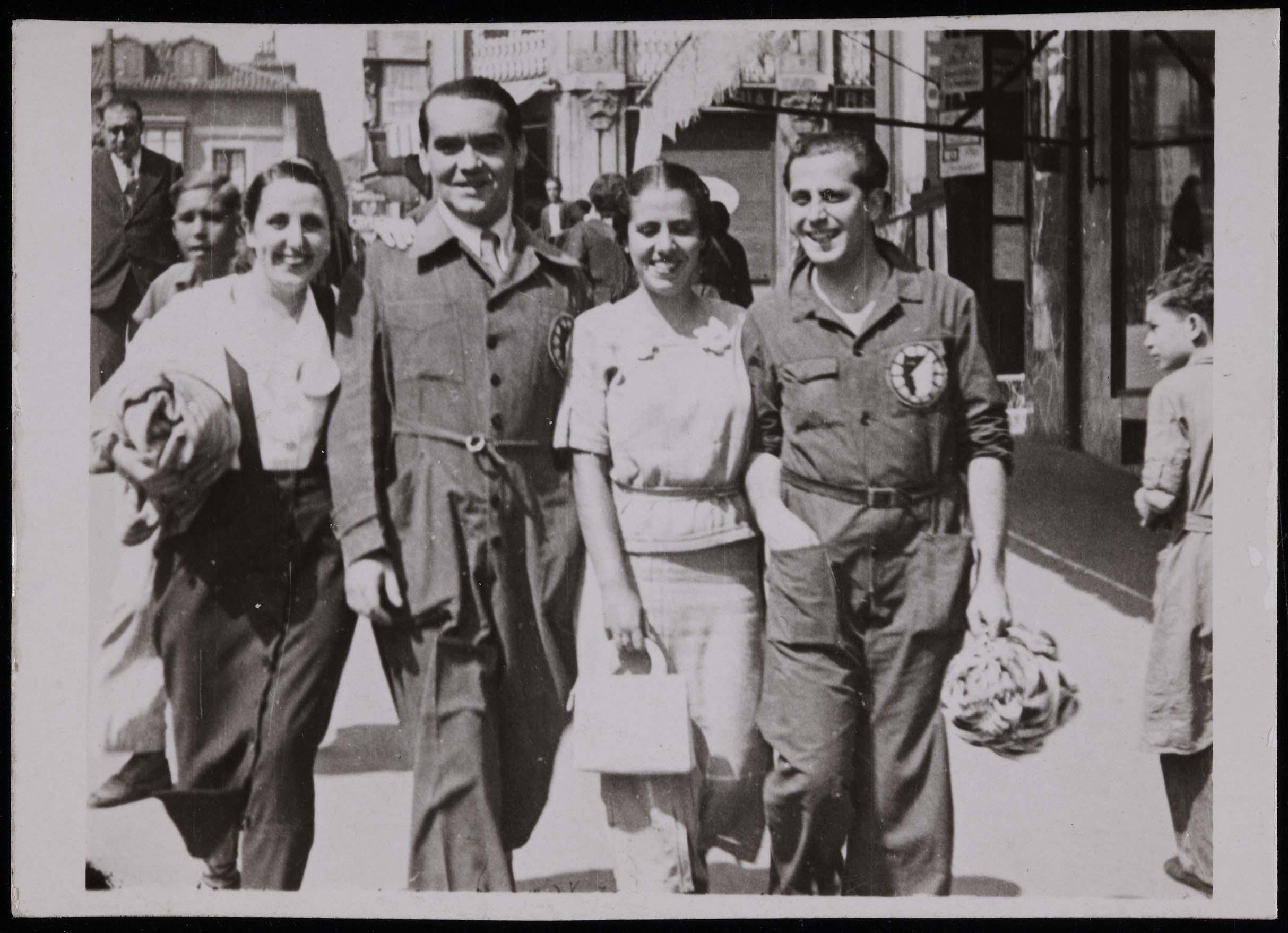
María del Carmen García Lasgoity, Federico García Lorca, Isabel García Lorca y Jacinto Higueras, 1933.

Casi recién llegada a Madrid, la estudiante Isabel tuvo ocasión de participar en el crucero universitario por el Mediterráneo de 1933, organizado por Manuel García Morente y secundado por Fernando de los Ríos, siguiendo directrices "institucionistas".
En la capital española, además de licenciarse y trabajar como profesora de literatura en el Instituto Escuela, Isabel participó junto a Eduardo Ugarte y Federico en La Barraca, un grupo de teatro universitario de carácter ambulante organizado al comienzo de la Segunda República, y de modo complementario al Teatro del Pueblo de las Misiones Pedagógicas. Su colaboración con los "barracos", se redujo a formar parte del coro en el auto de Calderón de la Barca La vida es sueño, que los "barraqueros" llevaron por Murcia y Alicante.
Otro episodio —este de muy distinto signo— vivido durante su primera estancia madrileña, aconteció cuando, refugiada en casa de Bernardo Giner, sonó el teléfono, e Isabel, que atendió la llamada, escuchó que una voz de mujer preguntaba por la esposa de Giner, a lo que ella respondió que estaba en cama y no podía ponerse pero que ella podía coger el recado. La voz añadió entonces: «Dígale tan solo que es verdad, que han matado en Granada a Federico García Lorca».
En septiembre de 1936, Isabel se trasladó a Bruselas, donde vivió con su hermano Paco (miembro de la embajada española en la capital belga) poco más de año y medio, hasta su "destierro" —como ella prefería llamarlo— definitivo a Estados Unidos.

### Nueva York (1938-1951)
En Nueva York fue acogida por la familia De los Ríos, siendo aún embajador el exministro republicano, cuya hija, Laura, se casaría con su hermano Paco en 1942. Reunidos en 1940 el resto de la familia superviviente (los padres y su hermana Concha e hijos, viuda de Manuel Fernández Montesinos, alcalde republicano de Granada, fusilado dos días antes que Federico), permanecieron en el exilio hasta 1951.
En Estados Unidos, Isabel continuó su actividad docente en el New Jersey College for Women, el Hunter College de Nueva York, y más tarde en el Sarah Lawrence College, donde hizo amistad con Marguerite Yourcenar, una de las primeras investigadoras de la muerte de Federico García Lorca en el lugar de los hechos.

### Regreso a España
Regresó del exilio en 1951, pero se instaló en Madrid, donde comenzó a trabajar en un colegio privado. En 1954, vivió momentos muy emotivos al visitar, tras una ausencia de veinte años, el pueblo de la Vega de Granada en el que transcurrían los veranos de su niñez. Fue un paseo intenso, mágico, silencioso (las gentes del lugar salían de sus casas para tocarla o besarla, pero no decían nada, tampoco ella porque se quedó sin voz). 

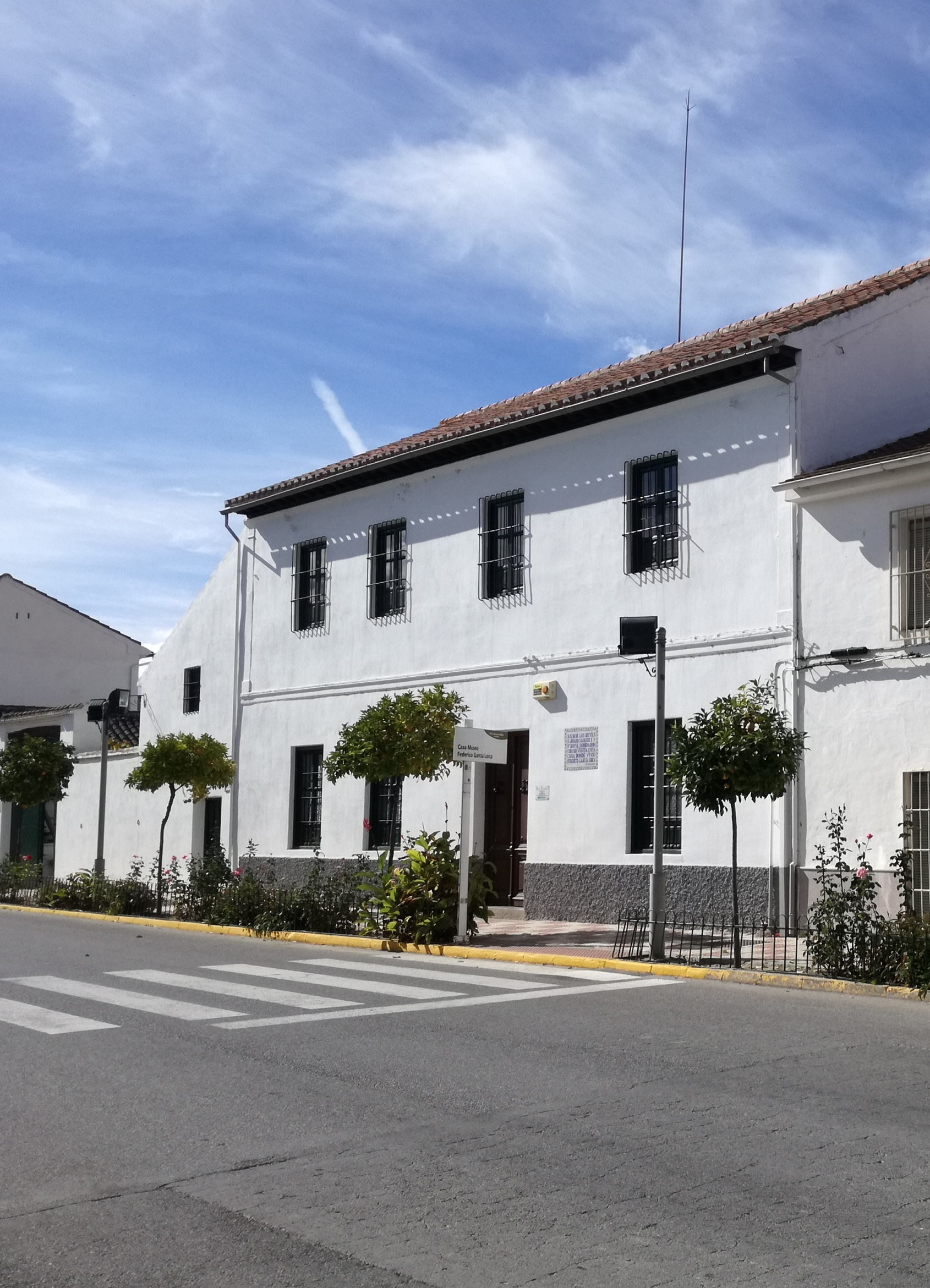
Casa de la familia García Lorca en Valderrubio (Granada). Allí pasaría Isabel los veranos de su infancia junto a sus padres y hermanos hasta 1926.

En 1955 fue cofundadora de la Asociación Española de Mujeres Universitarias, institución que recuperaba la línea de la Residencia de Señoritas y la Juventud Universitaria Femenina, de 1920. Solo tras la muerte de Franco se le restituyó su puesto como catedrática de literatura en el Instituto Pardo Bazán de Madrid.
Fue en 1986, año en que se recuperó la Residencia de Estudiantes, cuando Isabel, ya jubilada, impulsó la creación de la Fundación Federico García Lorca, con el objetivo de gestionar el legado de su hermano. Un año antes, y por vez primera en su vida, había accedido a hablar en público de su hermano; ocurrió en la Facultad de Filosofía y Letras de Buenos Aires. Y ya como conferenciante, se estrenó en el Instituto Universitario de Bérgamo, invitada por el profesor Gabriel Morelli en 1986. Tres años después, también en Italia, participó en un Seminario de la Universidad de Salerno, requerida por Lauro Dolfi. En dejó la dirección de la Fundación a su sobrina Laura García-Lorca de los Ríos, permaneciendo ella como presidenta de honor.
"Tatabel", la que para muchos fue Isabelita, la niña luminosa de Federico, la amiga entrañable de María Zambrano, el faro de la Fundación García Lorca, falleció en Madrid, el 9 de enero de 2002, «...murió como le gustó vivir: con la casa llena de gente, todos alrededor».

## Obra autobiográfica
- García Lorca, Isabel (2002). Recuerdos míos (edición de Ana Gurruchaga. Barcelona, Tusquets Editores. ISBN 8483108305. Publicado poco después de su muerte; el título del libro parte de un verso de Miguel de Unamuno. En 2002 recibió el "Premio Comillas".[13]
- García Lorca, Isabel (1989). Recuerdos de infancia, en L'impossible/possible di Federico García Lorca. Nápoles, Edizione Scientifiche Italiane.
- "Cuadernos de la Huerta de San Vicente", número 1. Granada, junio de 2001.